# Maleah Joi Moon
Pour les articles homonymes, voir Moon.
Maleah Joi Moon, née le 23 septembre 2002 dans le New Jersey, est une actrice et chanteuse américaine. Elle est connue pour avoir remporté en 2024  le Tony Award de la meilleure actrice dans la comédie musicale Hell's Kitchen à Broadway.

## Biographie
Maleah Joi Moon nait le 23 septembre 2002 dans le New Jersey. Elle grandit dans le Franklin Township et étudie à la Franklin High School (en) où elle obtient son diplôme en 2020. Pendant sa scolarité, elle suit des cours de théâtre et de chant, et en sixième elle joue le rôle principal de Dorothy dans une adaptation du Magicien d'Oz.
En 2022 elle participe à l'émission télévisée Disney Television Discovers: Talent Showcase qui fait connaître de jeunes talents.
En 2023, elle passe les auditions pour la comédie musicale juke-box Hell's Kitchen d'Alicia Keys et décroche le rôle principal d'Ali. Le spectacle est joué entre novembre 2023 et janvier 2024 au Public Theater, où la performance de Moon est saluée, puis repris à Broadway au Shubert Theatre,.
Maleah Joi Moon remporte le Tony Award de la meilleure actrice dans une comédie musicale lors de la 77e cérémonie  tenue le 16 juin 2024.

## Théâtre
- 2023-2024 : Hell's Kitchen : Ali (Public Theater puis Shubert Theatre)

## Filmographie
- 2022 : Disney Television Discovers: Talent Showcase (série télévisée) : Faye  (saison 2, épisode 2)
- 2023 : Mystic Christmas de Marlo Hunter (téléfilm) : Brooke